# Hypocysta
Hypocysta är ett släkte av fjärilar. Hypocysta ingår i familjen praktfjärilar.

## Dottertaxa tillHypocysta, i alfabetisk ordning[1]
- Hypocysta adianta
- Hypocysta angustata
- Hypocysta antirius
- Hypocysta aroa
- Hypocysta aruana
- Hypocysta aspis
- Hypocysta busiris
- Hypocysta calypso
- Hypocysta epirius
- Hypocysta euphemia
- Hypocysta fenestrella
- Hypocysta frenus
- Hypocysta haemonia
- Hypocysta hathor
- Hypocysta irius
- Hypocysta isias
- Hypocysta isis
- Hypocysta lepida
- Hypocysta metirius
- Hypocysta nephthys
- Hypocysta osyris
- Hypocysta pelagia
- Hypocysta pellucida
- Hypocysta pelusiota
- Hypocysta pseudiris
- Hypocysta senona
- Hypocysta serapis
- Hypocysta tenuisquamosa
- Hypocysta undulata
- Hypocysta waigeuensis